# São Paulo
São Paulo je největší město Brazílie, nejbohatší a největší město Latinské Ameriky a celé jižní polokoule a sedmá největší metropole na světě. São Paulo je hlavním městem stejnojmenného, nejlidnatějšího brazilského státu São Paula. Počet obyvatel se pohybuje nad 10 miliony, rozloha města dosahuje 1 523 km².
Název města odkazuje na biblickou postavu, Pavla z Tarsu. 
Město silně ovlivňuje svůj region v oblasti financí, obchodu, kultury a umění a také zábavy. São Paulo je považováno za světové velkoměsto. Leží na řece Tiete.

## Geografie
Město se nachází na náhorní plošině Serra do Mar (Sea Range nebo Coastal Range), která je součástí rozsáhlé oblasti známé jako brazilská vysočina (Planalto Brasileiro), s průměrnou nadmořskou výškou kolem 800 metrů nad hladinou moře, i když je ve vzdálenosti jen asi 70 kilometrů od Atlantského oceánu. Spojení k moři je provedeno dvěma dálnicemi, Anchieta a Imigrantes, které vedou k přístavnímu městu Santos a plážovému letovisku Guarujá. V urbanizovaných oblastech São Paula převažuje zvlněný terén, s výjimkou jeho severní oblasti, kde pohoří Serra da Cantareira dosahuje vyšší nadmořské výšky a zasahují sem zbytky atlantického deštného pralesa.

## Podnebí
Ve městě je vlhké subtropické podnebí.
V létě je nejnižší průměrná teplota přibližně 19 °C a nejvyšší teploty se blíží 28 °C. V zimě se teploty obvykle pohybují mezi 12 až 22 °C.

## Obyvatelstvo
São Paulo je městem přistěhovalců a soužití desítek etnických skupin. V aglomeraci tohoto města žije více než 22 miliónů lidí, z nichž mnozí jsou potomky dávných italských či japonských přistěhovalců. São Paulo je městem imigrantů. Některé městské čtvrti mají silně národnostní charakter – Liberdade je asijská, Bala Vista a Bixiga jsou italské, Bom Retir je stará židovská čtvrť, velká arabská komunita je kolem Rua 25 de Marco. Ve čtvrti Liberdade žije nejpočetnější komunita Japonců v Brazílii a největší mimo Japonsko.

## Doprava
Ve vzdálenosti 25 km od São Paula ve městě Guarulhos je brazilské největší a nejfrekventovanější letiště, mezinárodní letiště São Paulo-Guarulhos.

## Zajímavosti a památky
Jihovýchodně od centra města leží ulice mrakodrapů – Avenida Paulista. V přilehlém okolí je koncentrováno nejvíce dobrých restaurací, kaváren a nočních klubů ve městě. Díky nim bývá São Paulo někdy nazýváno „tropickým New Yorkem“. 
Mezi zajímavosti patří i park Ibirapuera, který navrhl známý architekt Oscar Niemeyer spolu s designerem Burle Marxem. 
Na Avenida Paulista se nachází Muzeum umění (Museu de Arte de São Paulo, zkratka MASP), které vlastní sbírku uměleckých děl světových malířů, jako je Rembrandt, Rubens, Renoir a další, a také vynikající díla brazilského malířství. Vstup do muzea je zdarma. Je tu několik dalších muzeí, například Muzeum moderního umění (Museu de Arte Moderna de São Paulo, zkratka MAM), planetárium, japonský pavilon a známý obelisk Monumento ás Bandeiras.

## Stavby
- E-Tower – mrakodrap, dosahuje výšky 148 m.
- Edifício Altino Arantes – mrakodrap, dosahuje výšky 161 m
- Edifício Copan – mrakodrap, dosahuje výšky 140 m
- Edifício Itália – mrakodrap, dosahuje výšky 168 m
- Eldorado Business Tower – mrakodrap, dosahuje výšky 141 m
- Mirante do Vale – mrakodrap, dosahuje výšky 170 m
- Sede do BankBoston – mrakodrap, dosahuje výšky 145 m

## Sport
V São Paulu sídlí 3 velké fotbalové kluby:
- São Paulo FC
- Corinthians
- Palmeiras

Všechny tři tyto kluby získaly Pohár osvoboditelů, nejprestižnější klubovou soutěž Jižní Ameriky.
São Paulo bylo jedním z měst, které hostilo mistrovství světa ve fotbale roku 2014. Speciálně pro šampionát byl postaven stadion Arena Corinthians pro 49 tisíc diváků, na němž se pak hrálo šest zápasů mistrovství, včetně zahajovacího utkání mezi Brazílií a Chorvatskem. 
Vždy na Silvestra se koná v ulicích města běžecký závod Corrida Internacional de São Silvestre. Na okruhu Interlagos 16 km jižně od města se jezdí závody Formule 1.

## Slavní rodáci
- Mário de Andrade (1893–1945), brazilský spisovatel, fotograf a básník, představitel modernismu
- Maria Buenová (1939–2018), brazilská tenistka, bývalá ženská světová jednička
- Wilson Fittipaldi (* 1943), bývalý brazilský automobilový závodník a jezdec Formule 1
- Carlos Pace (1944–1977), brazilský automobilový závodník, pilot Formule 1
- Emerson Fittipaldi (* 1946), bývalý brazilský automobilový závodník a jezdec Formule 1, dvojnásobný mistr světa
- Ayrton Senna (1960–1994), brazilský automobilový závodník a pilot Formule 1, trojnásobný mistr světa
- Marcos Pontes (* 1963), brazilský vojenský pilot a kosmonaut
- Cafu (* 1970), bývalý brazilský fotbalový obránce a reprezentant, dvojnásobný mistr světa
- Christian Fittipaldi (* 1971), bývalý brazilský automobilový závodník a jezdec Formule 1
- Rubens Barrichello (* 1972), bývalý brazilský automobilový závodník a jezdec Formule 1
- Juninho Paulista (* 1973), bývalý brazilský fotbalista, mistr světa z roku 2002
- Paulo Jamelli (* 1974), bývalý brazilský fotbalista a trenér
- Anderson Silva (* 1975), brazilský bojovník smíšených bojových umění (MMA)
- Felipe Massa (* 1981), brazilský automobilový závodník, bývalý jezdec Formule 1
- Eduardo Saverin (* 1982), brazilský internetový podnikatel a miliardář, spoluzakladatel společnosti Facebook
- Bruno Senna (* 1983), brazilský automobilový závodník, pilot Formule 1
- Paulinho (* 1988), brazilský fotbalový záložník
- Felipe Kitadai (* 1989), brazilský zápasník – judista, bronzový olympijský medailista z LOH 2012
- Arthur Zanetti (*1990), brazilský gymnasta, specialista zejména na kruhy
- Gabriel Jesus (* 1997), brazilský profesionální fotbalový útočník

## Partnerská města
- Abidžan, Pobřeží slonoviny
- Addis Abeba, Etiopie
- Alžír, Alžírsko
- Ammán, Jordánsko
- Asunción, Paraguay
- Bamako, Mali
- Barcelona, Španělsko
- Bejrút, Libanon
- Buenos Aires, Argentina
- Bukurešť, Rumunsko
- Caracas, Venezuela
- Coimbra, Portugalsko
- Córdoba, Španělsko
- Damašek, Sýrie
- Funchal, Portugalsko
- Gois, Portugalsko
- Hamburk, Německo
- Havana, Kuba
- Chicago, Spojené státy americké
- Jerevan, Arménie
- Kluž, Rumunsko
- La Paz, Bolívie
- La Plata, Argentina
- Leiria, Portugalsko
- Lima, Peru
- Lisabon, Portugalsko
- Luanda, Angola
- Macao, Čína
- Mendoza, Argentina
- Miami-Dade, USA
- Milán, Itálie
- Montevideo, Uruguay
- Naha, Japonsko
- Ning-po, Čína
- Ósaka, Japonsko
- Paříž, Francie
- Peking, Čína
- Presidente Franco, Paraguay
- San Cristóbal de La Laguna, Španělsko
- San José, Kostarika
- Santiago de Chile, Chile
- Santiago de Compostela, Španělsko
- Soul, Jižní Korea
- Šanghaj, Čína
- Tel Aviv, Izrael
- Torreón, Mexiko
- Toronto, Kanada